# 山口教継
山口 教継（やまぐち のりつぐ）は、戦国時代の武将。織田氏、今川氏の家臣。尾張国鳴海城主。

## 生涯
山口氏は周防国大内氏の一族と言われる。桜中村城主・山口教房の子として誕生。
尾張笠寺付近の土豪であったとみられ、永正6年12月20日（1510年1月29日）付けの文書で笠寺の笠覆寺に貢納していたことが確認できる。織田信秀に従い、小豆坂の戦いでは当時駿河国・遠江国・三河国を勢力下に収める大名であった今川義元配下の軍勢と戦って戦功を挙げる。しかし、年次は不明ながら、信秀と義元を仲介して両者を一時的に和睦に導いてもいる。
信秀に重用され、三河との国境の要地である鳴海城を任され尾張南東部の備えとなっていたが、信秀の死後、子の信長の代になると、織田氏から離反して今川氏に寝返り、鳴海城を子・教吉に守らせ、笠寺に砦を構えて岡部元信などの駿河勢を引き入れて、自らは中村に立て籠もった。教吉はここで出陣してきた信長と戦い、引き分けている（赤塚の戦い）。
教継は織田方の大高城、沓掛城を調略を用い奪取したが、その後駿河へ呼び寄せられ親子共ども切腹させられた。山口父子の殺害は信長の調略ともされる。